# Robert Zuckerkandl

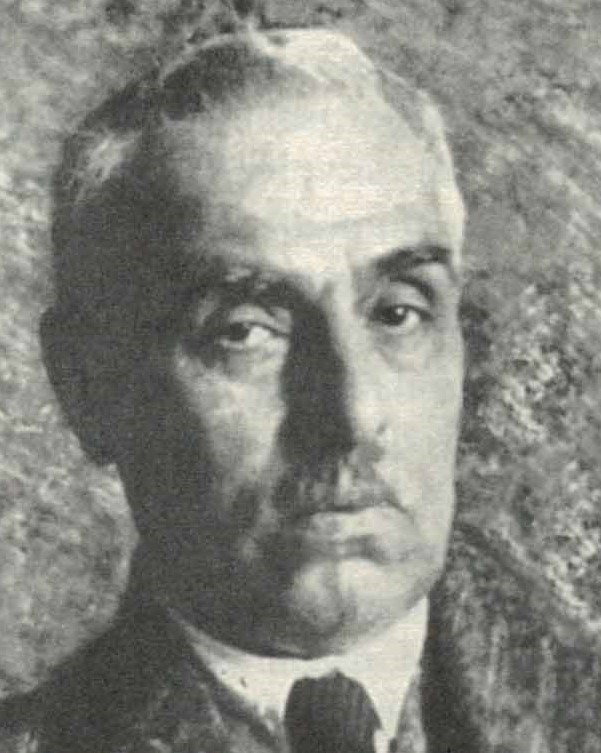
Robert Zuckerkandl um 1910

Robert Zuckerkandl (* 5. Dezember 1856 in Raab, Kaiserthum Österreich, heute: Ungarn; † 28. Mai 1926 in Prag) war ein österreichischer Jurist, Wirtschaftswissenschaftler und Hochschullehrer.

## Leben
Er wuchs in einer jüdischen Familie in Győr, Ungarn, auf. Sein Vater Leon Zuckerkandl (1819–1899) stammte aus dem Dorf Bądy in Masuren. Seine Mutter Eleonore (1828–1900) war eine geborene König.
Nach der Schule studierte er Rechtswissenschaften an der Universität Wien, wurde promoviert und von Carl Menger habilitiert.
Von Oktober 1882 bis Mitte 1888 war Zuckerkandl Redakteur der Oesterreichischen Eisenbahn-Zeitung.
1889, vor seiner Zulassung als Hof- und Gerichtsadvokat in Wien, erschien seine dogmenhistorische Monografie Zur Theorie des Preises. 1894 wurde er in der Nachfolge von Emil Sax und neben Friedrich von Wieser außerordentlicher Professor an der Deutschen Universität Prag und erhielt 1896 die ordentliche Professur. Mit seinen Werken und seiner Lehre trug Zuckerkandl wesentlich zur Verbreitung der Ideen der Österreichischen Schule bei.

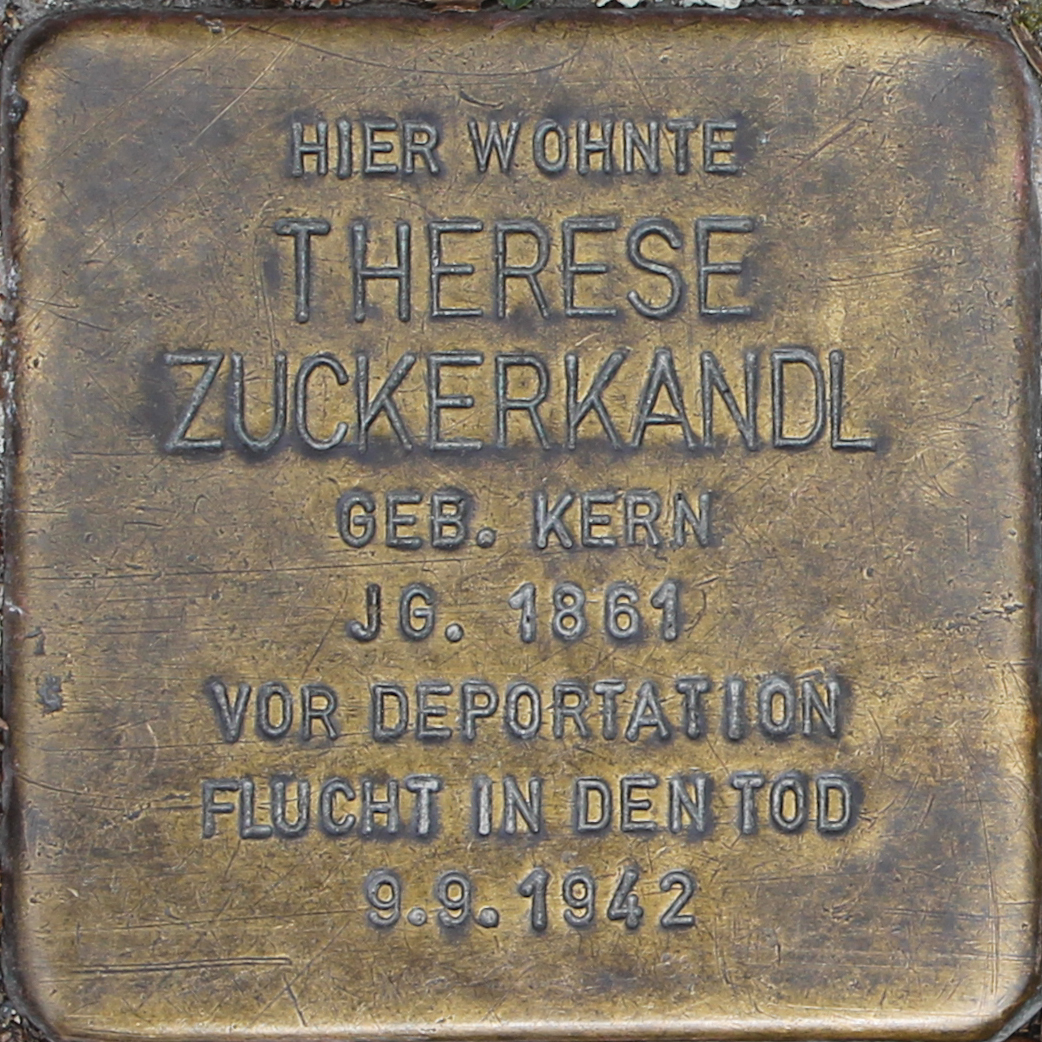
Stolperstein in Jena für Therese Zuckerkandl

Zuckerkandl war verheiratet mit der fünf Jahre jüngeren Therese Zuckerkandl, geborene Kern, aus Gleiwitz. Da die Ehe kinderlos blieb, adoptierten sie Helene Nothmann, geboren 1880 in Rio de Janeiro. Nach Zuckerkandls Tod zog seine Frau mit der Adoptivtochter nach Jena und ließ sich 1927 dort durch Walter Gropius eine moderne Villa erbauen, die zwei Jahre später fertig wurde und mit Möbeln von Richard Riemerschmid ausgestattet wurde. Nach Erhalt ihres Deportationsbescheides nahm sich Therese Zuckerkandl am 10. September 1942 das Leben. Helene folgte ihr am 14. Juni 1944.
Die Mediziner Emil und Otto Zuckerkandl sowie der Industrielle Victor Zuckerkandl waren seine Brüder.

## Werke
- Zur Theorie des Preises mit besonderer Berücksichtigung der geschichtlichen Entwicklung der Lehre, Wien 1889, 2., unveränderte Aufl. Stein & Co., Leipzig 1936, ISBN 978-90-6090-121-2.
- Die klassische Werttheorie und die Theorie vom Grenznutzen. In: Jahrbücher für Nationalökonomie und Statistik, Band 21 (55), Nr. 5, 1890.
- Preis. In: Handwörterbuch der Staatswissenschaften, Band 5, 1893, S. 225–251. — Volltext online.
- Die Konsumsteuern im österreichisch-ungarischen Ausgleich, Wien 1907.
  - In: Zeitschrift für Volkswirtschaft, Sozialpolitik und Verwaltung, Band 16, 1907, S. 355–425. — Volltext online.
- Karl Menger, Sonderabdruck, Wien s. a.
  - In: Zeitschrift für Volkswirtschaft, Sozialpolitik und Verwaltung, Band 19, 1910, S. 251–264. — Volltext online.
- Paul Sander, Professor der Wirtschaftsgeschichte an der Universität zu Prag, Prag 1920.
- Paul Sander. Nachruf. In: Bericht des Rektors der deutschen Universität zu Prag für die Studienjahre 1918/19 und 1919/20, Prag 1920.